# Великолукский судебный процесс
Великолу́кский суде́бный проце́сс — один из послевоенных советских открытых судов в отношении иностранцев, обвиняемых в совершении военных преступлений в период Второй мировой войны. Перед судом представили 11 германских военнослужащих во главе с генерал-лейтенантом Ф. фон Раппардом. Их обвиняли в военных преступлениях, совершенных на территории Великолукской области: изнасилования, угон населения в Германию, убийства мирных граждан и советских военнопленных, принуждение к каторжному труду жителей Великих Лук. Кроме того, фон Раппард обвинялся в карательных операциях против брянских партизан. Все подсудимые были признаны виновными и осуждены: 8 человек были публично повешены в Великих Луках, а трое получили каторжные работы.

## Название
«Великолукский судебный процесс» — название, используемое в исторической литературе. В обвинительном заключении Главной военной прокуратуры Красной армии от 19 января 1946 года процесс значится как дело «о зверствах немецко-фашистских захватчиков в Великолукской области».

## Предыстория

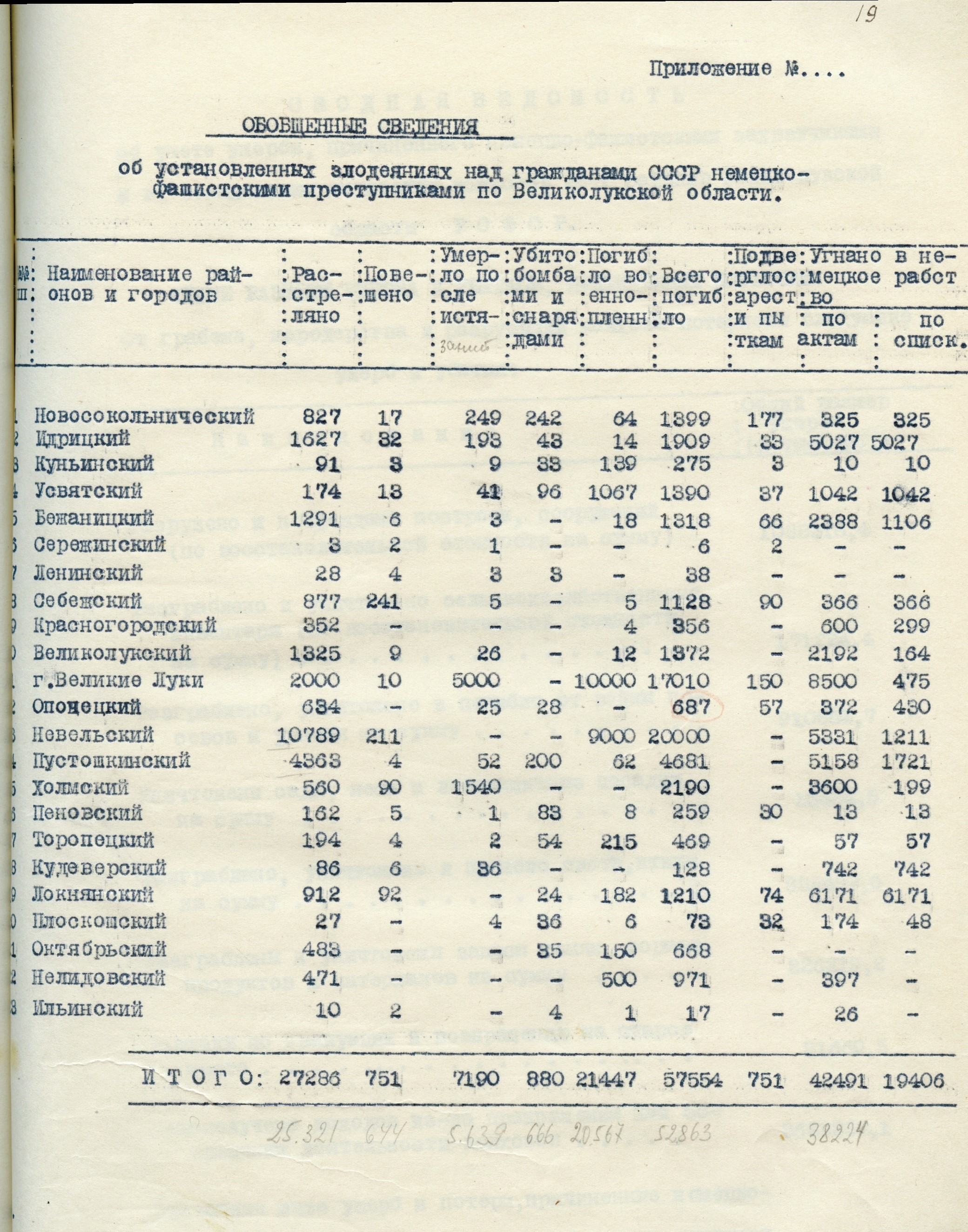
Акт областной комиссии по Великолукской области при Чрезвычайной государственной комиссии о жертвах военных преступлений. Данные о числе погибших в период оккупации на территории Великолукской области советских граждан

Районный центр Калининской области Великие Луки (около 50 тысяч жителей) был захвачен немцами 25 августа 1941 года. Освобождены Великие Луки были 17 января 1943 года. При освобождении города был взят в плен начальник гарнизона фон Засс.

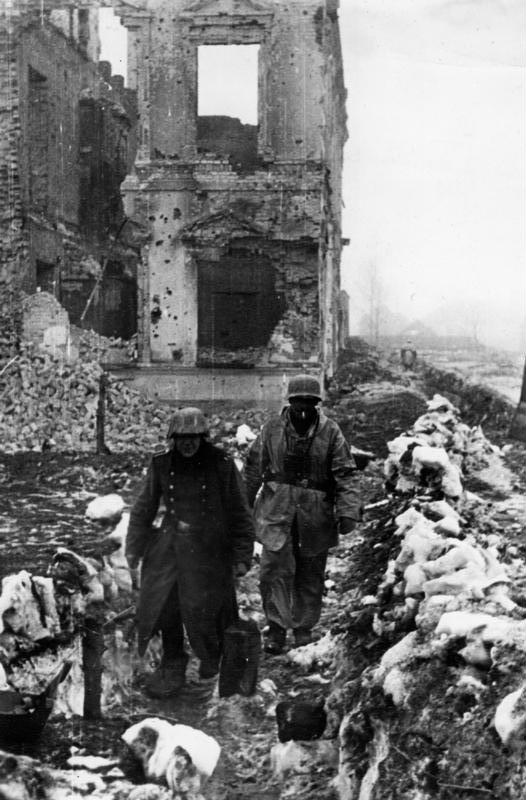
Разрушенный в период оккупации Холм, 21 марта 1942 года

За время оккупации были разрушены Великие Луки, Пустошка, Холм.

## Следствие
На протяжении нескольких лет — в 1943—1946 годах — велись допросы очевидцев и участников военных преступлений на территории Великолукской области. Уже 10 апреля 1943 года капитан госбезопасности из оперотдела ГУПВИ НКВД СССР Нагибин допросил (с предупреждением об уголовной ответственности за дачу ложных показаний) бывшего коменданта Великих Лук майора Зонневальда — о деятельности капитана Шоль, адъютанта комендатуры Великих Лук. Зонневальда допрашивал Нагибин также позднее -
10 и 21 марта 1945 года (оба раза с предупреждением об уголовной ответственности за дачу ложных показаний).
В 1943 году шли допросы также свидетелей из числа жителей освобожденной территории. Допросы вел в том числе СМЕРШ действующей армии. В частности, 20 июня 1943 года старшим следователем СМЕРШ 3-й ударной армии Блащуком был допрошен Пётр Яковлев, бывший узник концлагеря для жителей Великих Лук.
В январе 1946 года Чрезвычайная государственная комиссия раскопала ямы в Великолукской крепости, где были обнаружены более 500 трупов (в том числе детей и женщин).
7 января 1946 года была проведена очная ставка между обвиняемыми Э. Э. Ратцем и В. Р. Кнауфом.
19 января 1946 года главный военный прокурор Красной армии Николай Афанасьев утвердил обвинительное заключение в отношении 11 немецких военнослужащих по делу «о зверствах немецко-фашистских захватчиков в Великолукской области».

## Состав суда
Дело рассматривал военный трибунал Ленинградского военного округа в составе трех судей: председателя Марчука (генерал-майора юстиции) и членов суда Петрова (подполковник юстиции) и Ракова (майор юстиции). Секретарем был лейтенант юстиции Коптилов.

## Подсудимые

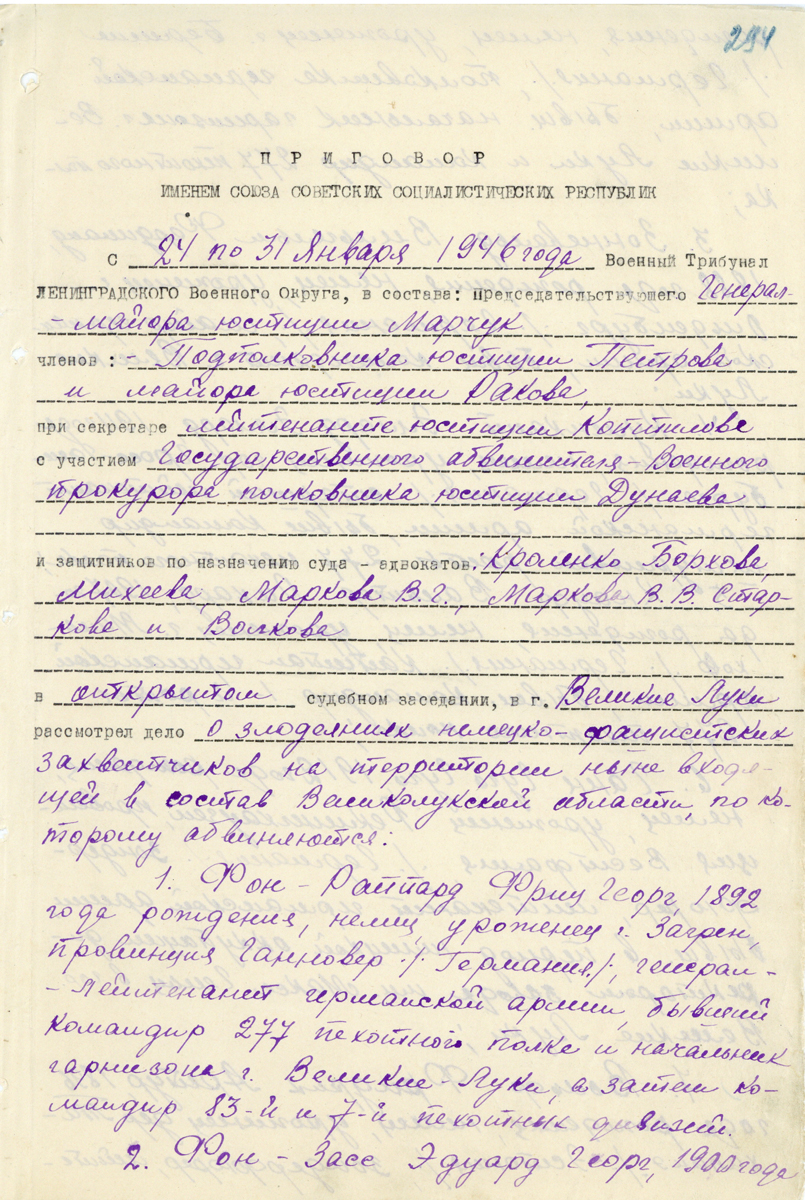
Приговор Великолукского процесса 1 страница (данные подсудимых и состав суда)

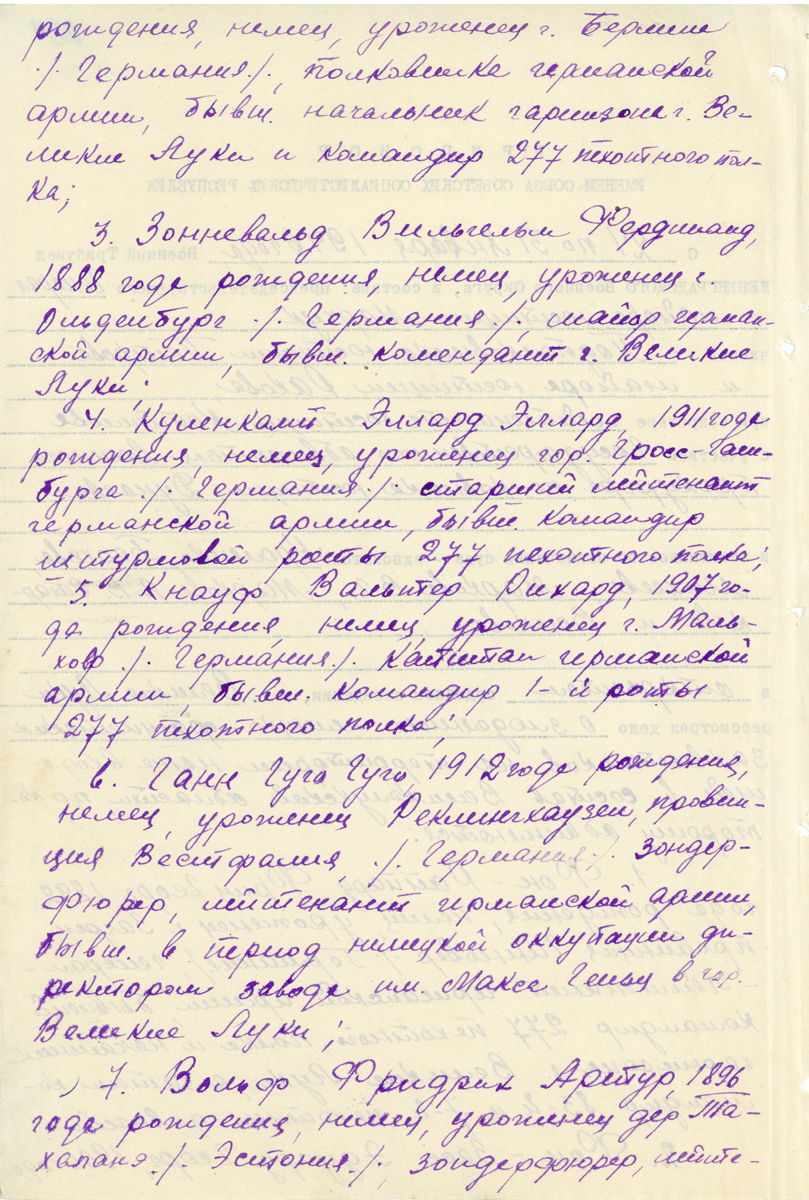
Приговор Великолукского процесса (данные подсудимых)

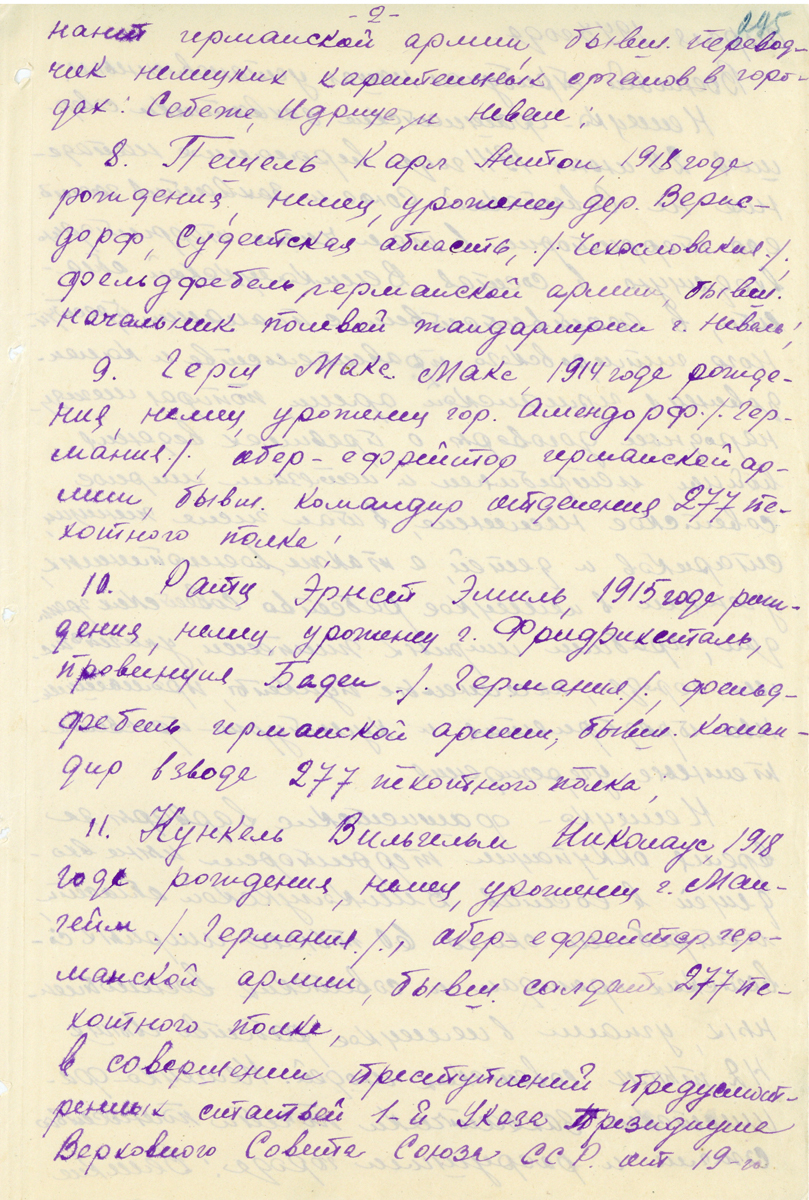
Приговор Великолукского процесса (данные подсудимых и правовая квалификация)

Перед судом предстали 11 немецких военнослужащих:
- Фриц-Георг фон Раппард, 1892 года рождения, генерал-лейтенант, бывший командир 277-го пехотного полка и бывший начальник гарнизона Великих Лук;
- Эдуард-Георг фон Засс, 1900 года рождения, полковник, командир 277-го пехотного полка, бывший начальник гарнизона Великих Лук;
- Вильгельм-Фердинанд Зонневальд, 1888 года рождения, майор, бывший комендант Великих Лук;
- Вальтер-Рихард Кнауф, 1907 года рождения, капитан;
- Макс-Макс Герш, 1914 года рождения, обер-ефрейтор;
- Эрнст-Эмиль Ратц, 1915 года рождения, фельдфебель;
- Элард-Элард Куленкамп, 1911 года рождения, старший лейтенант;
- Карл-Антон Пешель, 1918 года рождения, фельдфебель, «бывш. начальник полевой жандармерии г. Невель»;
- Фридрих-Артур Вольф, 1896 года рождения, зондерфюрер, лейтенант, «переводчик немецких карательных органов в городах: Себеже, Идрице и Невеле»;
- Вильгельм-Николаус Кункель, 1918 года рождения, обер-ефрейтор;
- Гуго-Гуго Ганн, 1912 года рождения, зондерфюрер, лейтенант, директор паровозоремонтного завода имени Макса Гельца.

Все подсудимые были немцами. Двое подсудимых происходили не из Германии. Карл-Антон Пешель был уроженцем Вернсдорфа (Судетская область, Чехословакия). Фридрих-Артур Вольф был уроженцем Эстонии.

## Государственный обвинитель
Государственным обвинителем на процессе был военный прокурор Дунаев.

## Предъявленные обвинения

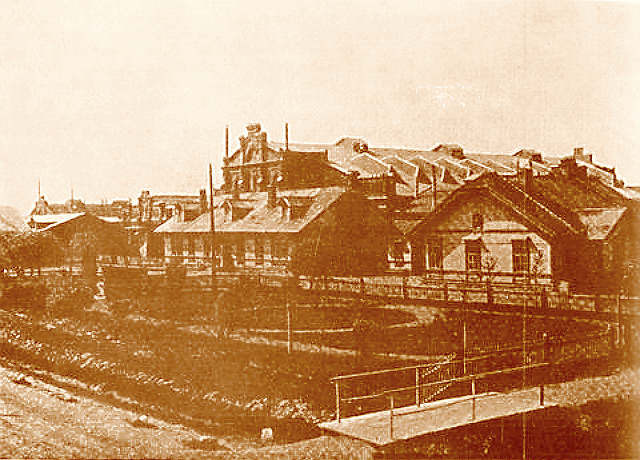
Паровозоремонтный завод имени Макса Гельца в 1930-е годы

Подсудимым были предъявлены следующие обвинения:
- Убийство 50 рабочих паровозоремонтного завода имени Макса Гельца. Ф. фон Раппард приказал создать лагерь для рабочих паровозоремонтного завода имени Макса Гельца. На предприятии работали по 12 — 13 часов в день 300 рабочих (включая подростков), которым выдавали по 200 граммов хлеба с опилками. По приказу Раппарда были расстреляны 36 рабочих, заподозренных в подготовке восстания. Директор завода Гуго Ганн и Зонневальд подписали приказ, что отлучка с завода карается вплоть до расстрела. Двое рабочих завода были повешены;
- Карательные операции против советских партизан. Раппард в качестве командира 7-й пехотной дивизии участвовал с мая по июль 1943 года в карательных операциях против брянских партизан: убийства, угон в Германию, использование женщин и детей для поиска мин. В карательных операциях участвовали подсудимые Г. Герш, Э. Ратц, Э. Куленкамп, К. Пешель, которые жгли деревни и расстреливали мирных жителей;
- Изнасилования. Раппард обвинялся в изнасилованиях. В частности, с жительницы Великих Лук В. И. Кравченко сняли со спины кожу за отказ обслужить Раппарда в публичном доме;
- В. Кнауф обвинялся в том, что приказал «русских солдат в плен не брать», а также заставлял женщин и детей строить оборону своего участка;
- Уничтожение около 10 тысяч советских военнопленных в лагерях в Летнем саду и в Рябиках;
- Угон жителей Великих Лук в Германию — по приказу Э. фон Засса. Также в угоне до 8 тысяч людей обвинялся В. Зонневальд;
- Разрушение Великих Лук (включая завод имени Макса Гельца) по приказу Э. фон Засса;
- Вывод по приказу Э. фон Засса жителей Великих Лук в период боев за освобождение города днем и ночью под конвоем на передний край обороны для проведения работ. Уклонившихся отправили в штрафной лагерь. В ходе выполнения этих работ многие погибли от артобстрелов;
- Изъятие у жителей Великих Лук имущества под угрозой расстрела (в частности, был изъят весь урожай 1942 года);
- Избиение советских людей на допросах. В. Зонневальд лично избивал допрашиваемых.

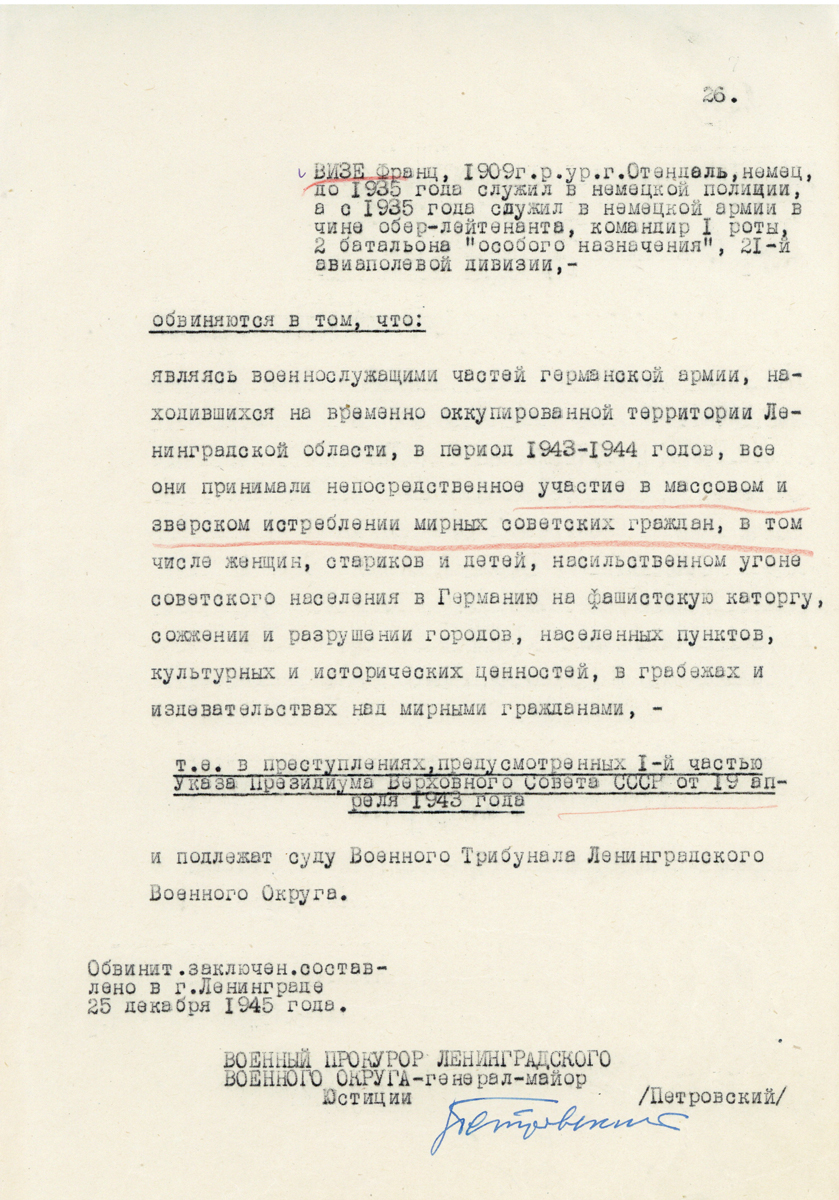
Обвинительное заключение в отношении подсудимых Ленинградского судебного процесса. Указана квалификация их действий по указу Президиума Верховного совета СССР от 19 апреля 1943 года

Всех обвиняемых судили по указу Президиума Верховного совета СССР от 19 апреля 1943 года.

## Доказательства вины и свидетели обвинения
На Великолукском процессе были допрошены свидетели и исследован ряд документов.
Доказательства обвинения были следующие:
- Приказ, подписанный директором паровозоремонтного завода имени Макса Гельца Г. Ганном и В. Зонневальдом (приказ был зачитан на Великолукском процессе) о том, что за отлучку с завода грозит наказание вплоть до расстрела.

Выступили следующие свидетели:
- А. И. Смирнов, 16-ти летний подросток. Смирнов показал, что в возрасте 13 лет он с матерью работал на паровозоремонтном заводе имени Макса Гельца;
- В. И. Кравченко, жительница Великих Лук. Показала, что с нее сняли кожу со спины за отказ обслуживать генерала фон Раппарда в публичном доме.

## Линия защиты
Обвиняемые частично признали вину в предъявленных обвинениях:
- Гуго Ганн признал, что создал на заводе каторжный режим для рабочих;
- фон Раппард не признал вину в изнасилованиях, но признал, что около 7 тысяч человек были угнаны.

Обвиняемым предоставили 8 адвокатов (Кроленко, Борхов, Михеев, Ткачёв, В. Г. Марков, В. В. Марков, Старков и Войков), а Раппард, Засс и Зонневальд пользовались папками с документами.

## Зал судебного заседания
Суд проходил в кинотеатре «Победа» в Великих Луках. Через радиоусилители судебные заседания передавались на улицу.

## Приговор

Докладная записка на имя Молотова о предстоящем приговоре Великолукского судебного процесса (29 января 1946 года)
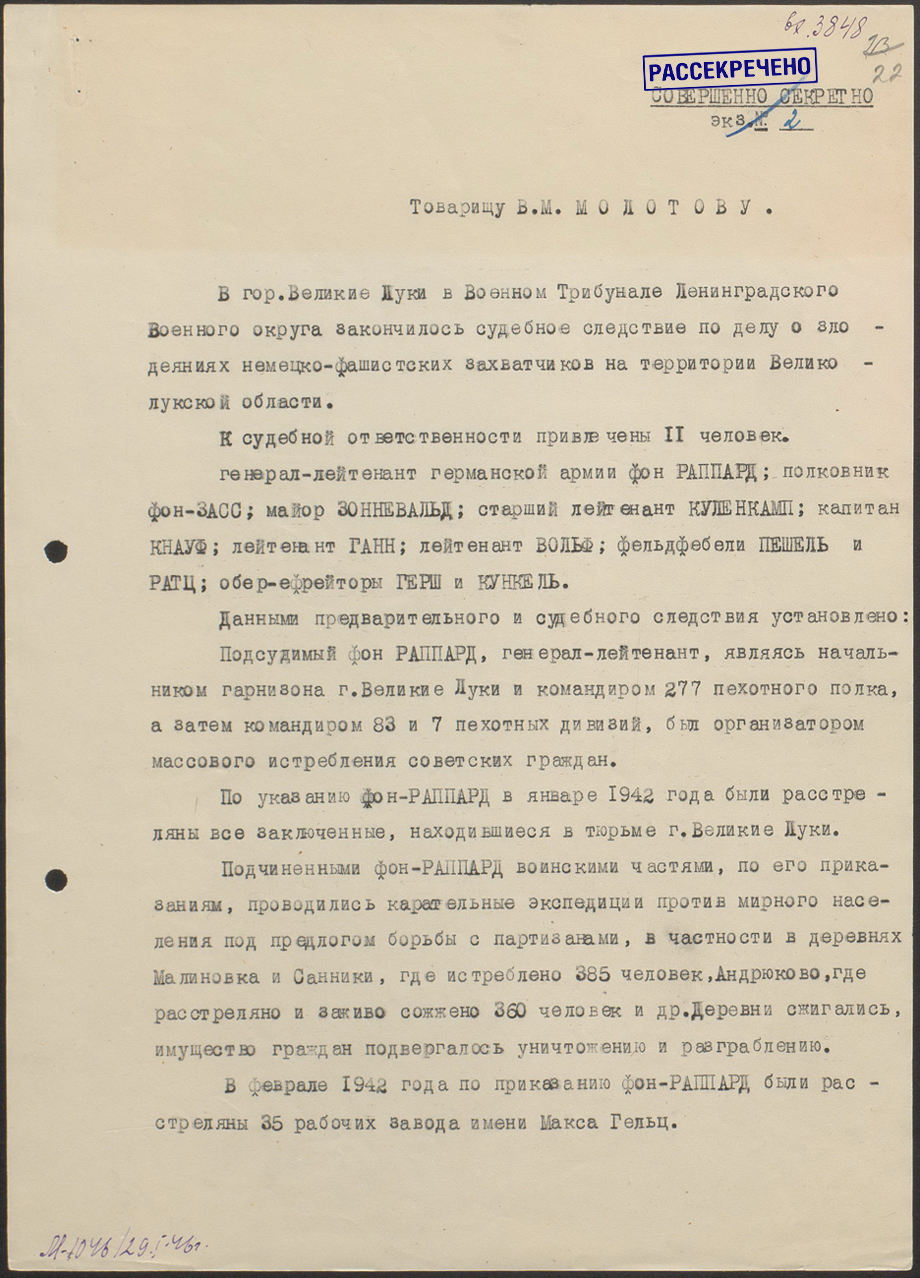
Первая страница
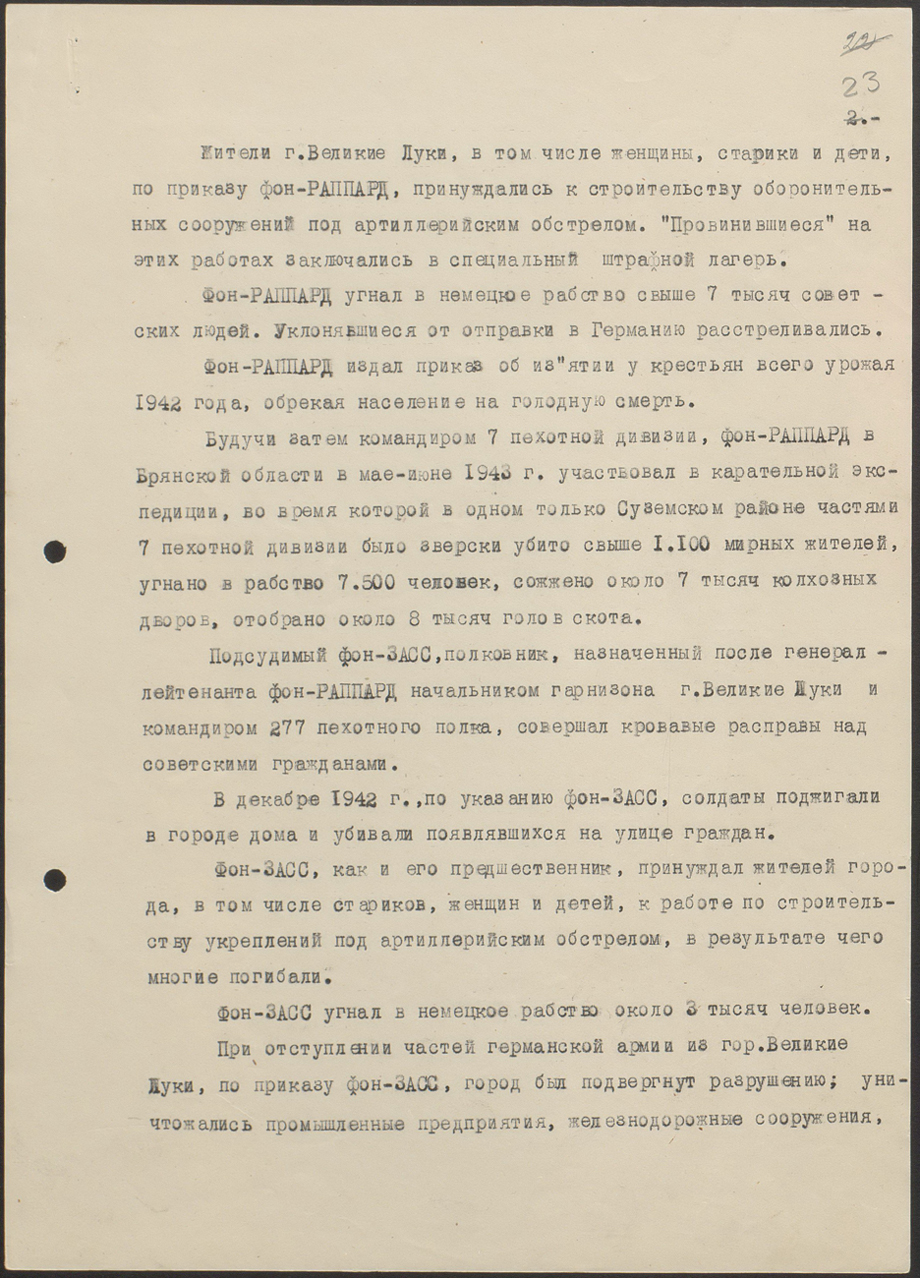
Вторая страница
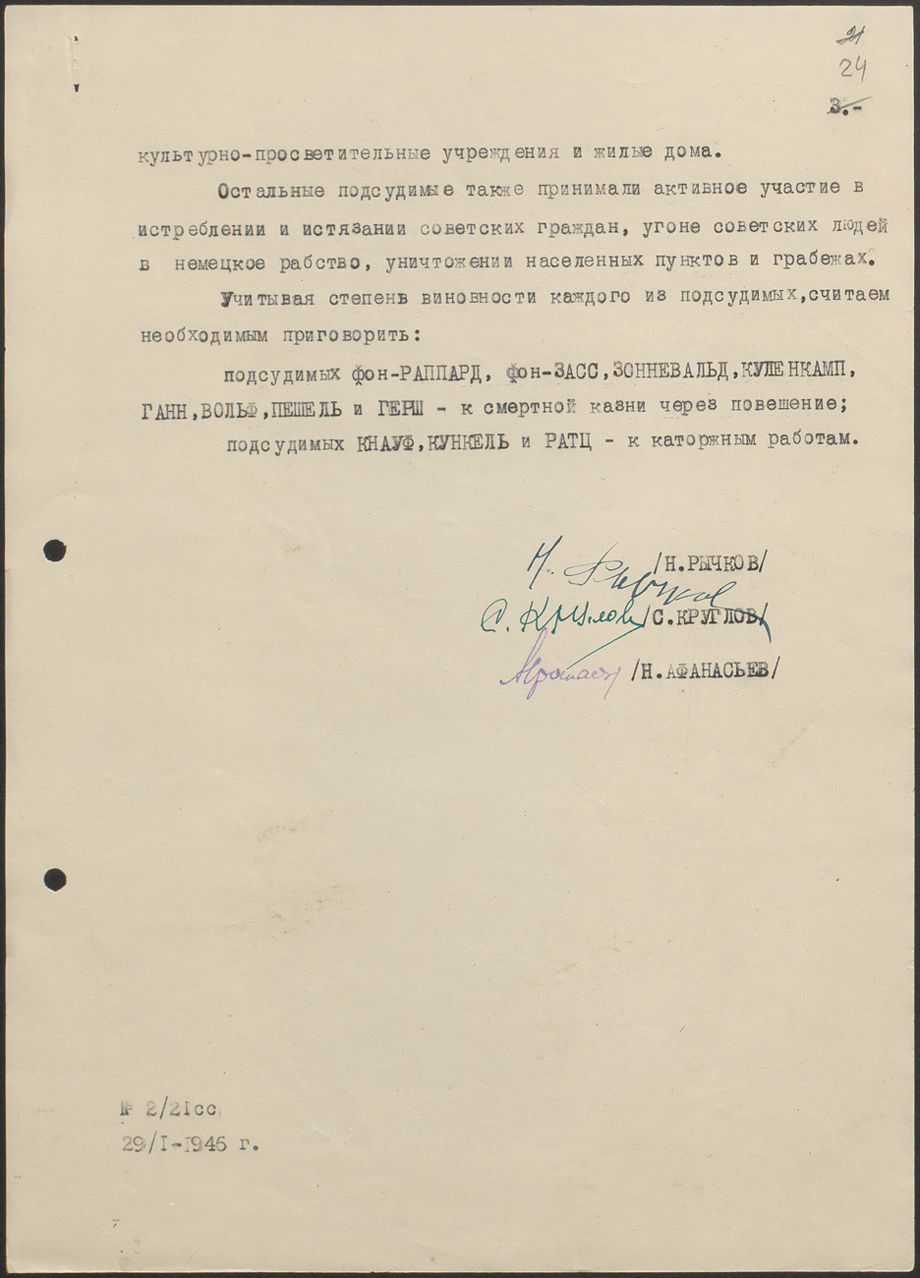
Третья страница с подписями Круглова, Рычкова и Афанасьева

29 января 1946 года в докладной записке о Великолукском судебном процессе, адресованной В. М. Молотову, народный комиссар внутренних дел СССР С. Н. Круглов, народный комиссар юстиции СССР Н. М. Рычков и главный военный прокурор Красной Армии Н. П. Афанасьев пересказали обвинительное заключение и предложили меры наказания для подсудимых:

Учитывая степень виновности каждого из подсудимых, считаем необходимым приговорить:
подсудимых фон-РАППАРД, фон-ЗАСС, ЗОННЕВАЛЬД, КУЛЕНКАМП, ГАНН, ВОЛЬФ, ПЕШЕЛЬ и ГЕРШ — к смертной казни через повешение;
подсудимых КНАУФ, КУНКЕЛЬ и РАТЦ — к каторжным работам.

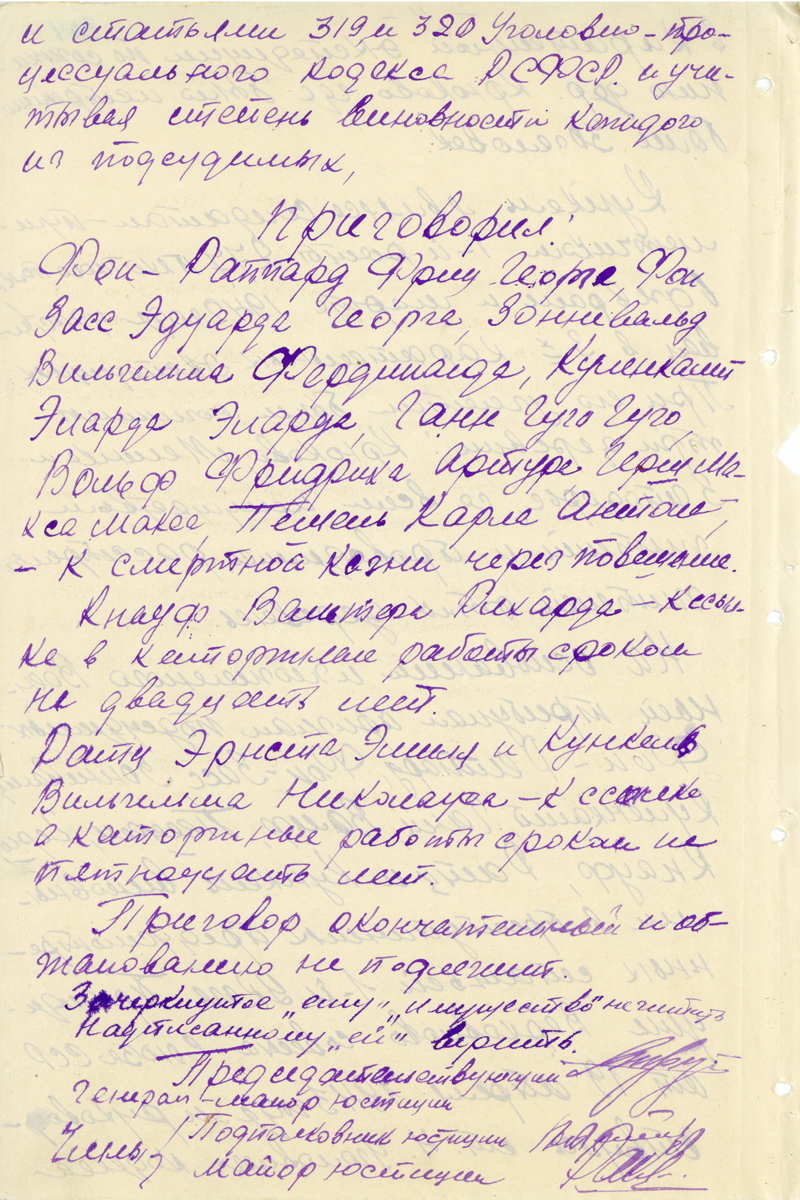
Последняя страница приговора с указанием размеров наказания

Все подсудимые были признаны виновными и получили следующее наказание:
- 8 человек — смертная казнь;
- В. Кнауф — 20 лет;
- Э. Ратц и В. Кункель — по 15 лет.

Практика предварительного (до вынесения приговора) извещения Молотова о наказании для подсудимых германских граждан была характерна не только для Великолукского судебного процесса. Молотова извещали о мерах наказания (до вынесения приговора) для германских военнослужащих, которые проходили по Ленинградскому судебному процессу в начале января 1946 года. На обоих судебных процессах меры наказания, указанные в записке Молотову, совпали с мерами, назначенными в итоге военным трибуналом.
В обоих случаях Молотову сообщали, кому из подсудимых следует назначить смертную казнь, а кому — каторжные работы (без указания конкретного срока каторжных работ). В записке по Великолукскому процессу не было (в отличие от записки по Ленинградскому процессу) фразы: «Просим Ваших указаний».
После провозглашения приговора фон Раппарду стало плохо и медсестра сделала ему инъекцию. После провозглашения приговора у подсудимых сняли награды и связали руки за спиной. Приговор обжалованию не подлежал.

## Приведение приговора в исполнение
1 февраля 1946 года приговор был приведен в исполнение — приговоренные к смертной казни были публично повешены в 12 часов дня на Базарной площади Великих Лук. На казнь собрались жители Великих Лук, а также прибыли на машинах и автобусах жители ближайших районов. Для желающих присутствовать на казни были пущены бесплатные поезда из Западной Двины, Невеля, Торопца и Новосокольников.

## Освещение процесса в СМИ
Процесс освещался в газете «Великолукская правда», где публиковались материалы о судебных заседаниях, о публичной казни 8 осужденных, а также фотографии разрушенных памятников культуры.
Полностью было опубликовано в «Великолукской правде» (25 января 1946 года) обвинительное заключение по процессу
25 января 1946 года в «Великолукской правде» на первой полосе была напечатана не подписанная статья «Наступил час расплаты», в которой сообщалось:

Перед Военным Трибуналом предстали одиннадцать немецких убийц, насильников и грабителей, организаторов и непосредственных исполнителей неслыханных зверств, убийств ни в чём не повинных людей, угон в немецкую неволю многих тысяч советских граждан, разрушения и грабежа наших сёл и городов
«Великолукская правда» посвящала процессу целые полосы, сообщая о каждом судебном заседании. Публиковались в «Великолукской правде» также выдержки из показаний свидетелей.
В «Великолукской правде» также публиковались данные о разрушениях периода оккупации, которые местные жители видели:

Нет больше в Великих Луках зданий, некогда украшавших площадь им. Ленина. Зияющими провалами окон смотрят разбитые коробки Дома Советов, Дома учителя. На площади Физкультуры нет больше старинного здания педагогического училища, в стенах которого получили образование сотни молодых людей. Нет Летнего сада, любимого места отдыха великолучан. Нет в нашей области цветущих деревень Лахны, Линецка, Платоново, Шипки, Скреплянка и сотен других
Великолукский процесс по времени совпал с выборами в Верховный совет СССР. Поэтому в «Великолукской правде» материалы о процессе публиковались рядом с информацией о выборах. В статье «Рассказ матери» новости о процессе и о выборах связывались:

Мы выжили, дождались прихода Красной Армии и своего счастья — советской власти. А товарищ Сталин обещал — и посадил на скамью подсудимых немецких детоубийц. Так кого же, как не его первого пошлём мы править страной? Так-то, милые мои!
Великолукский процесс освещался в центральной советской прессе — газетах «Правда» (пять публикаций) и «Известия Советов депутатов трудящихся СССР» (четыре публикации).

Сообщения газеты «Правда» о Великолукском судебном процессе (1946)
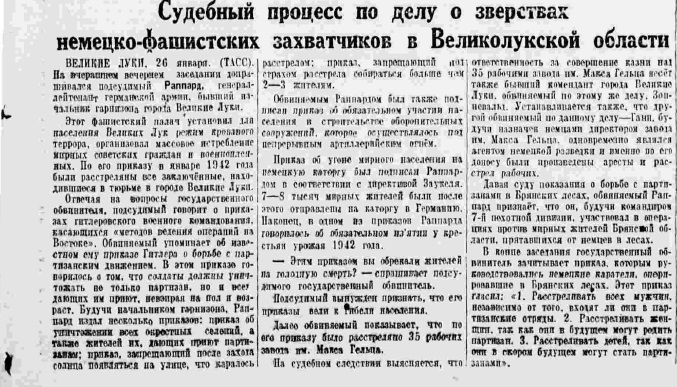
Заседание 25 января 1946 года
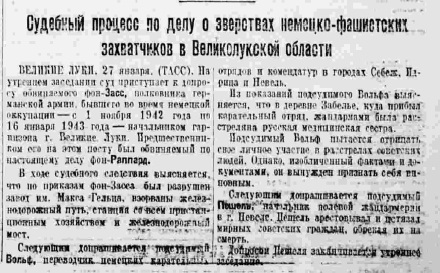
Заседание 27 января 1946 года
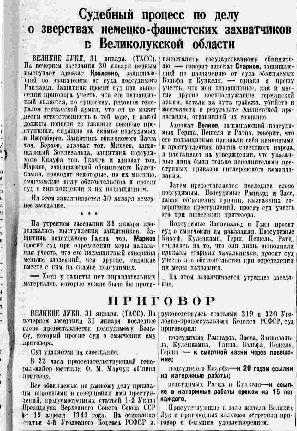
Заседания 30 — 31 января 1946 года
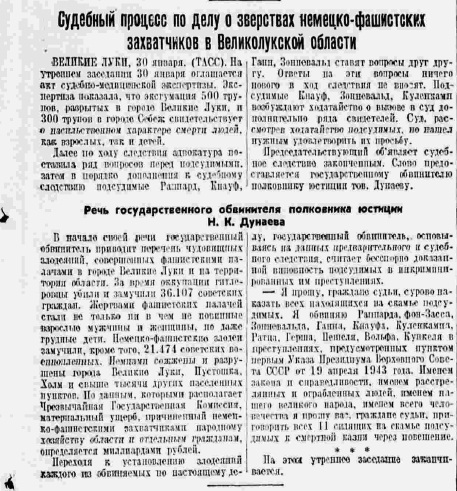
Утреннее заседание 31 января 1946 года
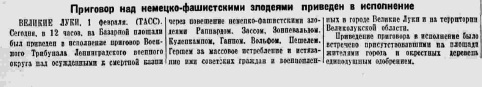
Сообщение о повешении осужденных на Великолукском процессе

Сообщения «Известий Советов депутатов трудящих СССР» о Великолукском судебном процессе (1946)
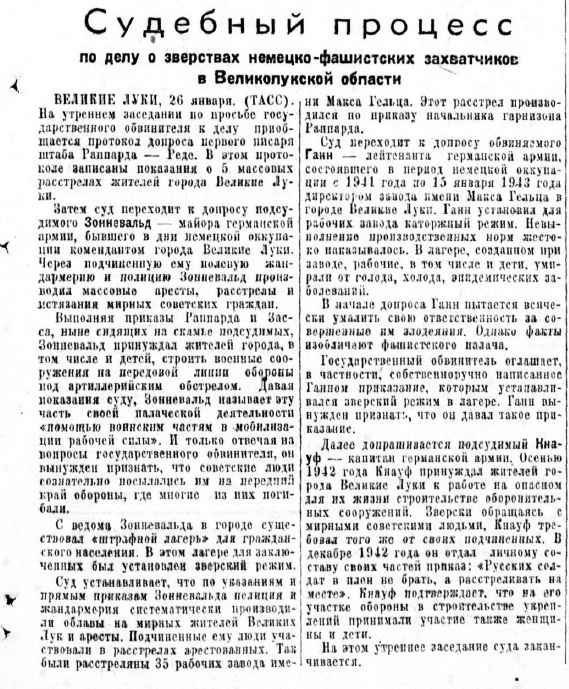
Первое заседание
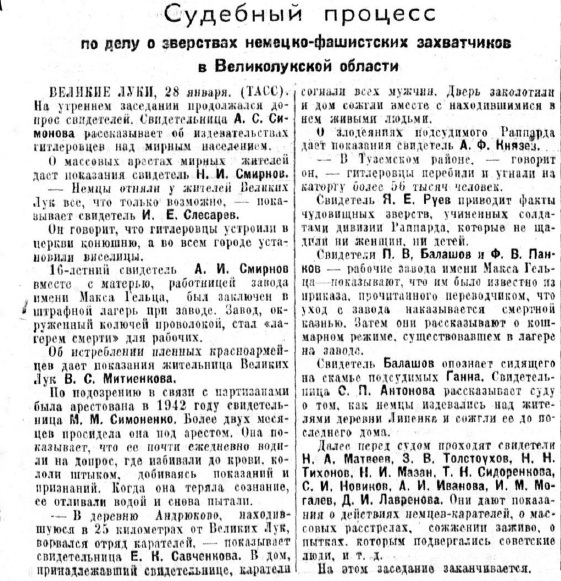
Заседание 28 января 1946 года
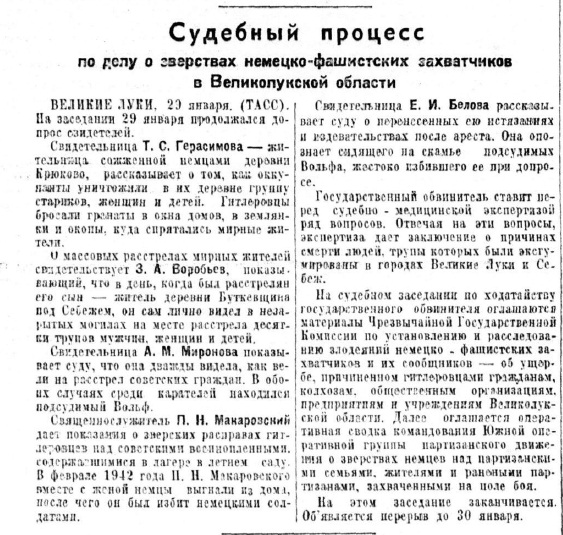
Заседание 29 января 1946 года
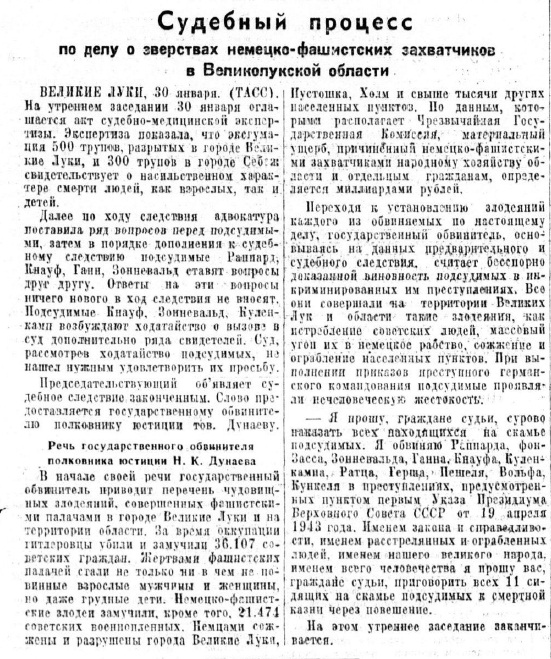
Заседание 30 января 1946 года

## Материалы процесса
Материалы дела хранятся (по состоянию на 2020 год) в Центральном архиве ФСБ России и частично (приговор, обвинительное заключение, протоколы допросов подсудимых и свидетелей) размещены на сайте федерального архивного проекта «Преступления нацистов и их пособников против мирного населения СССР в годы Великой Отечественной войны 1941—1945 гг.».